# Олбин
О́лбин — село в Україні, у Кіптівській сільській громаді Чернігівського району Чернігівської області. Населення становить 201 особу. До 2015 орган місцевого самоврядування — Кіптівська сільська рада.

## Географія

### Внутрішня географія
Кутки: Шереметов, Німецький, Кондратів, Баранів, Забрідне.
Урочища: Брисовщина, Дєгтярня, Пижовня, Ровчак, Розділ.
Лісові урочища: Байдине, Березняки, Боровики, Високе, Власенкове, Голодівки, Єгоркине, Ковалівське, Кодаки, Липові Роги, Макарів Ріг, Макасівщина, Мандичі, Пасічний Ріг, Ременякине, Решітькове, Старолісся.
Болота: Княгиня, Довге, Рокитне, Ріг.

## Історія
Офіційна дата заснування — 1743, однак поселення під назвою село Олбынь (як і багато навколишніх поселень) було згадане в переписній книзі Малоросійського приказу (1666). Також наведено відомості про мешканців села: 6 власників волів (по 1) та 1 підсусідок. Проте ще 1628 року у польській люстрації засвідчено данину остерським старостою Лавріном Ратомським на Олбин біля ґрунту Лукаревського шляхтичу Войцеху Григоровичу Барановському. А в 1587 році Барановський отримав два озера біля ґрунту Махниця. Отже, село відоме ще з середини XVI століття
За даними "Генерального следствия о маетностях Киевского полка 1729-1731 гг." в Олбині було 15 дворів, а згідно Рум'янцевського перепису 1766 року у селі проживали 65 ревізьких (чоловічих) душ козаків і 55 козацьких підсусідків. 81 ревізька душа належала осавулу Київського полку Федору Туманському і 90 душ - на ранг  київського полковника. У Барановського була 31 ревізька особа його підданих ат в його дружини - ще 40.
1797 року утворена Олбинська волость Остерського повіту. У селі діяла Миколаївська церква, документи якої збереглися з 1800 року. На 1877 рік до приходу церкви належали 302 прихожани з Олбина, 329 - з Туманської Гути, 109 - з хутора Сербовщина, 190 - з хутора Луг та 106 - з Димерки. 1901 року збудовано нову церкву, яку знищили комуністи.
Земська школа відкрита 1885 року  Опікуном був губернський секретар Микола Підвисоцький, у ній навчалися 30 хлопчиків і 12 дівчат.
Згіідно ревізії 1897 року в селі було 155 дворів, в яких мешкали 766 жителів.
1923 року - центр сільради Чемерського району Чернігівської округи Чернігівської губернії, 207 дворів, 990 жителів.
За неповними даними під час Голодомору в селі померли щонайменше 25 мешканців.Найбільше втратив рід Баранів - 10. Олександра Гацька розстріляли комуністи на Уралі, а Михайла Барана заслали до Пермської області, де його повторно репресували у 1938 році.
3 вересня 2015 року село увійшло до Кіптівської сільської громади шляхом об'єднання із Кіптівською громадою власної сільради та навколишніх сільських рад Козелецького району.
Староста — Грищенко Людмила Олександрівна, яка є також старостою для сусідніх сіл: Борсуків, Димерка, Савинка і Самійлівка.
12 червня 2020 року, відповідно до розпорядження Кабінету Міністрів України № 730-р від «Про визначення адміністративних центрів та затвердження територій територіальних громад Чернігівської області», село увійшло до складу Кіптівської сільської громади.
17 липня 2020 року, в результаті адміністративно-територіальної реформи та ліквідації Козелецького району, село увійшло до складу Чернігівського району.

## Політика

### Парламентські вибори, 2019
На позачергових парламентських виборах 2019 року у селі функціонувала окрема виборча дільниця № 740284, розташована у приміщенні будинку культури.
Результати
- зареєстровано 138 виборців, явка 73,91%, найбільше голосів віддано за «Слугу народу» — 35,35%, за Всеукраїнське об'єднання «Батьківщина» — 23,23%, за «Опозиційну платформу — За життя» — 14,14%[8]. В одномандатному окрузі найбільше голосів отримав Борис Приходько (самовисування) — 35,42%, за Сергія Коровченка (самовисування) — 31,25%, за Олега Дмитренка (самовисування) — 13,54%[9].

## Населення

### Мова
Розподіл населення за рідною мовою за даними перепису 2001 року:
| Мова       | Кількість | Відсоток |
| ---------- | --------- | -------- |
| українська | 306       | 98.39%   |
| російська  | 5         | 1.61%    |
| Усього     | 311       | 100%     |

## Сучасність
В Олбині діють: КСП «Олбин», поштове відділення, медпункт, клуб, бібліотека, магазин споживчої кооперації.

## Пам'ятки
- Братська могила 28 радянських воїнів[d], які загинули при обороні села у серпні 1941р., та у вересні 1943р.;

## Уродженці
- Барановський Степан Степанович (1714-1794) — обозний Київського полку, голова Київського міського суду, надвірний радник. Навчався в Києво-Могилянській академії.
- Барановський Яків — полковий осавул, полковий обозний, випускник Києво-Могилянської академії. Походив з козацької родини. Дід Барановського Степана, обозного Київського полку.
- Александренко Сергій Миколайович, старший солдат 1-ї окремої гвардійської танкової бригади ЗСУ, герой АТО. Загинув у боях під Луганськом 8 вересня 2014. За іншою версією загинув біля села Весела Тарасівка Луганської області 18 серпня. Похований 22 серпня в Олбині.